# Esclavas Franciscanas del Buen Pastor
La Congregación de las Esclavas Franciscanas del Buen Pastor (oficialmente en italiano: Congregazione delle Ancelle francescane del Buon Pastore) es una congregación religiosa católica femenina de derecho pontificio, fundada por la religiosa italiana Ángela Rosa Napoli el 14 de mayo de 1938, en la localidad de Ponte Piccolo (Catanzaro, para la educación de los jóvenes. A las religiosas de este instituto se les conoce como franciscanas del Buen Pastor.

## Historia
Preocupada por la situación de esclavitud que vivían algunos jóvenes de Ponte Piccolo, explotados por los potentados de la región, Ángela Rosa Napoli instituyó una escuela para la educación de los mismos. Napoli estaba convencida de que la mejor manera de liberar a las personas de la esclavitud era brindándoles la oportunidad de estudiar. Para la atención de la misma inició con un grupo de compañeras, el 14 de mayo de 1938, una congregación religiosa femenina a la que puso por nombre Esclavas Franciscanas del Buen Pastor. Fue de gran ayuda la colaboración del capuchino Buenaventura Romani. Con el tiempo las religiosas fueron ampliando el carisma al cuidado de los ancianos y de los enfermos.
El instituto fue agregado a la Orden de los Hermanos Menores Capuchinos en 1955 y obtuvo el reconocimiento como congregación de derecho diocesano el 18 de julio de 1961. El papa Pablo VI decretó la aprobación pontificia el 14 de noviembre de 1977.

## Organización
La Congregación de las Esclavas Franciscanas del Buen Pastor es un instituto religioso centralizado, cuyo gobierno lo ejerce la superiora general y su consejo. La casa general se encuentra en Roma.
Las franciscanas del Buen Pastor se dedican a la educación cristiana de la juventud y a la atención sanitaria de los ancianos y enfermos. Para ejercer esta labor, tienen hospitales, casas de reposo y escuelas de su propiedad. El hábito es el tradicional franciscano, túnica marrón y cíngulo blanco. Su lema es «promover, defender y salvar la vida».
En 2015, el instituto contaba con unas 183 religiosas y 13 comunidades, presentes en Brasil, Colombia, Corea del Sur, Filipinas, India e Italia.
La congregación hace parte de la Familia capuchina y posee su propio laicado: Franciscanos laicos del Buen Pastor.